# Pilizetes africanus
Pilizetes africanus är en kvalsterart som beskrevs av Sellnick 1937. Pilizetes africanus ingår i släktet Pilizetes och familjen Galumnidae. Inga underarter finns listade i Catalogue of Life.